# Le Moyen de parvenir

Le Moyen de parvenir est un récit de banquet écrit par François Béroalde de Verville et publié en 1616. 

La Monnoye, dans sa Dissertation, décrit en ces mots l'ouvrage : 

« L'auteur y suppose une espèce de festin général, où, sans conséquence pour les rangs, il introduit des gens de toute condition et de tout siècle, sçavans la plupart, qui, n'étant là que pour se divertir, causent de tout en liberté et par des liaisons imperceptibles passant d'une matière à une autre font ces contes à perte de vue ».
Cette analyse nous montre d'emblée l'appartenance du récit au modèle symposiaque. L'hétérogénéité en est amplifiée, en raison de l'exacerbation de paradigmes traditionnels comme le recueil de conte ou le dialogue des morts. Michel Jeanneret définit dès lors le Moyen de parvenir comme un « archi-banquet » :
« Il caricature les œuvres de notre répertoire, il exacerbe leurs tendances, il en épuise les virtualités, mais sans rupture. C'est un tourbillon, une débauche, la délirante apothéose d'une forme vouée à l'expérience et à l'excès ».

## Présentation de l'auteur et de l'œuvre
François Béroalde de Verville, de son vrai nom François Brouard, est né à Paris en 1556 dans une famille protestante et marquée par l'humanisme. En raison des guerres de religion, il s'exilera à Genève de 1572 à 1578 pour y étudier la médecine. Il publie ses premières œuvres dès 1584, avant de s'installer à Tours en 1589, où il abjurera sa foi réformée et deviendra chanoine. Connu pour son érudition aussi prolifique qu'hétéroclite, il compose une œuvre aussi bigarrée que poymorphe, du roman allégorique (Les Avantures de Floride, Le Voyage des Princes Fortunez, La Pucelle d'Orléans) aux poèmes (les soupirs amoureux, l'Idée de la République), en passant par des traités de morale (Les Appréhensions spirituelles), sans oublier des mélanges (Le Cabinet de Minerve, Le Palais des curieux). Le Moyen de parvenir, tout en reprenant des lieux communs tels que la satire religieuse, fait figure de texte excentrique. Elle reflète l'inquiétude d'un XVIe siècle finissant, désenchanté par le traumatisme des guerres de religion, la dégradation de l'ordre social et religieux, la désagrégation du savoir traditionnel. Le pullulement de l'information depuis la naissance de l'imprimerie entraîne un sentiment de doute que Montaigne affirmera dans ses Essais. Cependant, cette inquiétude a pour corollaire une extraordinaire vitalité littéraire, sous des formes les plus chaotiques. Par sa bigarrure et sa truculence, le Moyen de parvenir incarne le foisonnement d'une Renaissance crépusculaire.
L'édition princeps est apparemment datée de 1616, et fut publiée par Anne Sauvage à Paris. Le Palais des curieux, paru en 1612, contient une allusion oblique au Moyen de parvenir : « Cependant je vous avise que comme icy je donne des atteintes à plusieurs fautes, que j'ay fait un œuvre lequel est une satire universelle, où je reprends les vices de chacun : Je pensois vous le faire voir soubs un titre qui est tel, le Moyen de parvenir, mais on me l'a vollé, si que pour en avoir le plaisir vous attendrez encore. »
Ce jeu engagé avec le lecteur potentiel annonce d'emblée la portée subversive de l'œuvre. Par ailleurs la critique a connu des incertitudes quant à la paternité de l'œuvre. Toutefois, cette mention laisse à penser que le livre aurait été au moins en projet à cette date. 
La première édition datée dont nous disposons remonte à 1698, et le titre de l'ouvrage avait été modifié : Le Coupecu de la melancolie ou Venus en belle humeur. On dénombre aujourd'hui une cinquantaine d'éditions. L'exemplaire de Marseille est sans doute la plus ancienne édition connue.

## Le Moyen de parvenir et la question de l'obscénité
Dans son ouvrage The reinvention of obscenity , Joan Dejean réfléchit à l'émergence du terme moderne d'« obscénité », tel qu'il est conceptualisé au XVIIe, en lien avec la censure et  l'expansion de la production de textes imprimés. Selon elle, c'est la naissance de la censure organisée qui va amener la société à codifier  dans l'espace littéraire ce qui est considéré comme une « obscénité » au sens moderne. Auparavant, il n'aurait pas existé de concept régulateur désignant la littérature transgressive. L'obscénité avait alors une connotation exclusivement morale et religieuse. Le développement de l'imprimerie va conduire à une plus large diffusion des ouvrages « obscènes », qui acquièrent une pleine publicité. Accédant dès lors à de nouveaux publics (notamment féminins), ils transforment les codes sociaux de l'indécence et nécessitent la prise en compte par les autorités d'un phénomène littéraire connaissant une activité croissante. L'obscénité n'a de raison d'être qu'à partir du moment où la littérature sexuellement transgressive conquiert une pleine publicité. Paradoxalement, c'est la constitution d'une censure étatique qui aurait permis aux auteurs libertins d'accéder à un statut d'auteur.  
La démarche de Verville, qui se situe à la jonction entre deux époques, catalyse un grand nombre d'interrogations tournant autour du bas corporel. Le Moyen de parvenir incarne la transition vers une notion nouvelle de l'obscénité en tant que phénomène littéraire. 
Ainsi, contrairement à Théophile de Viau ou encore Molière au XVIIe, l'obscénité ne s'accompagnera pas d'une conquête d'un statut d'auteur. 

### Un ouvrage à la jonction de deux époques: entre licence carnavalesque et transgression anti-classique.
Le Moyen de parvenir paraît dans un contexte de grandes mutations sociale et intellectuelle. Le XVIe siècle finissant, le progrès intellectuel et l'impact des guerres de Religion laisse un sentiment d'inconstance et de doute. Par son excentricité, le Moyen de parvenir témoigne de ce scepticisme au travers d'une satire généralisée.  Il s'agit de représenter une humanité régie par l'instinct sexuel et la mécanique des plaisirs. Le Moyen s'inscrit ainsi au carrefour de deux époques : dans l'héritage du comique carnavalesque porté à son apogée par Rabelais, le tabou jeté sur le langage obscène est alors moins étouffant qu'à l'âge classique.
Toutefois, publié à l'aube du XVIIe siècle, il s'inscrit dans un mouvement d'expansion de la diffusion des ouvrages en langue vernaculaire. Joan DeJean présente ce phénomène comme le facteur principal d'émergence du concept moderne d'obscénité : 
« Le commerce du livre a pour la première fois investi massivement les projets de publication, et dans des formats moins onéreux. L'obscénité moderne se mit à exister exactement au moment où la culture imprimée s'introduisait dans les premiers réseaux marchands de masse. »
Le Moyen de parvenir témoigne d'une ambition totalisante à l'égard de la langue tout autant que de la tradition licencieuse. Face à une inflation de l'information depuis un siècle où l'imprimerie diffuse plus largement les écrits, le désir de témoigner et d'archiver la culture s'avère manifeste. Le récit constitue ainsi une expérimentation paroxystique inégalée. À une époque où la censure n'est pas organisée de façon séculaire et bureaucratique, l'atmosphère littéraire semble davantage propice à l'élaboration d'un microcosme littéraire régi exclusivement par la mécanique pulsionnelle. Il constitue ainsi une sorte de foyer universel des propos de tables et autres anecdotes gauloises. Tandis que la littérature classique tend à faire disparaître les parlers marginaux, Verville mime le parler populaire.
Le Moyen paraît au moment où s'étend l'influence de la réforme malherbienne. À partir du moment où le discours sur la sexualité est passé sous silence par la régulation la décence linguistique, on assistera à une reconfiguration de l'obscène : à la duplicité du langage corrupteur, le classicisme oppose une réponse claire et univoque. La censure n'étant pas encore instituée, les processus de régulations n'agiront pas immédiatement au détriment de l'ouvrage. La licence du Moyen est donc à interpréter dans un contexte de résistance au rigorisme croissant auquel s'opposeront les libertins par la liberté des idées et celle des mœurs (en témoignent les polémiques inhérentes au procès de Théophile). 
Le langage deviendrait ainsi une matière vivante, comblant l'écart entre le mot et la chose. Il se mettrait ainsi au service de la verve et du plaisir organique procuré par la découverte de ses anecdotes truculentes.

### « Parler du cul »: une rhétorique transgressive
Le Moyen de parvenir déploie une fantaisie linguistique étonnante quant à la dénomination du bas corporel. Celle-ci témoigne d'un refus de la censure, et constitue une affirmation frontale de la licence du propos comme principe générateur du récit. Il est fait mention à plusieurs reprises de l'ambition proposée dans le Moyen : « parler du cul ». « Ce seroit belle chose de parler du cul, ce seroit un langage excellent. »
Ainsi, le projet de Béroalde se trouve défini en deux points. D'une part, il s'agit d'abord s'exprimer « par le cul », ce qui revient à remotiver le topos de la lecture comme manducation et digestion. D'autre part, le récit vise à réinjecter dans la langue une matière sexuelle et scatologique dans une proportion inégalée. Ainsi, selon Joan DeJean :
« L'ellipse – la convention typographique pour une omission intentionnelle, dans ce cas, le signe d'un tabou verbal, de quelque chose qui ne peut être imprimé – et la censure moderne commencèrent à émerger en même temps. »
La position de Béroalde est donc également ambiguë. Les éléments transgressifs sont présentés sans détour, ni ellipse typographique. Cela peut s'expliquer par le fait que l'édition du livre imprimé n'était pas encore pleinement réglementée. Ce n'est qu'en 1618 que des édits gouvernementaux vont réglementer le statut d'imprimeur, et impliquer une régulation centrale de l'impression. La censure est à l'époque emprunte du vocabulaire religieux, et peinera à s'en affranchir. La diatrybe du Père François Garasse en 1623 (La Doctrine curieuse des beaux esprits de ce temps) témoigne de l'influence de la religion sur la censure. Dans le Moyen, la crudité du propos est affirmée de manière frontale, et pour ainsi dire insolente, présentant plus directement le discours obscène que dans certains des écrits libertins ultérieurs. Cependant, l'uniformité du traitement du discours par le bas corporel peut ternir la puissance de provocation du propos, en ce que les anecdotes « salaces » se trouvent noyées dans un flot d'affabulations les plus crues.
Ce climat d'incertitude, mêlé au fourmillement intellectuel de l'époque donne lieu à des expérimentations inédites et inouïes. On note une dimension paroxystique dans l'entreprise de destruction des automatismes de la langue. Celle-ci est au service d'une régénération des anecdotes usées portant sur le corps grotesques, pourtant hantées par la répétition de schémas narratifs identiques. Béroalde procède au maniement d'une langue encore malléable. Il présente une expérimentation des limites de l'obscène, à l'aube d'un siècle où le classicisme va poser extrême rigueur imposée à la langue et à l'écriture. Par le principe burlesque, Béroalde propose un envers qui devient endroit, créant un microcosme où les valeurs sont renversées, et où parler du cul devient un idéal de conversation.

## Résumé des chapitres
(d'après la notice de Paul Lacroix  ) Les passages en italique délimitent les récits insérés.

### Chapitre
Cette section satirise les géomètres, les géographes et les chronologues; prépare l’assemblée de ces illustres fous, qui, de section en section, donneront de plus en plus des preuves de leur folie stéganographique. Les interlocuteurs s’engagent à se revoir chez le Bonhomme, pour y faire festin. On Invective contre ceux qui donnent légèrement leur parole. Guillaume qui fait jurer pour lui. Honnête démenti de Coguereau. Seigneur de paroisse qui ne refuse rien.

### Nom
Satire contre les grammairiens latins, si hérissés ' partout, qu’on ne peut en aborder, sans être sûr d’être déchiré par l’épine; et contre les pindariseurs de la langue françoise. L’assesseur pindarisant.

### Paraphrase
À l’ajournement chez le Bonhomme, aucun des conviés ne manque, et tous, en entrant dans la salle, se saluent. Satire contre les révérencieux. Description de la salle. Critique de Platon.

### Axiome
Éloge de toute l’assemblée, dans un style si singulier, qu’on ne sait s’il l’injurie ou la loue. Cet éloge est terminé par l’apologie de Madame (la belle inconnue), dont beaucoup de bien est dit.

### Songe
Les ﬂacons de vin étaient au frais. Sortie vigoureuse contre les buveurs d'eau tiède, les sots à table et les timides en conversation. Histoire de la découverte de la vérité au fond d'un puits par Démocrite. Raison pourquoi le vin s’avale plus promptement que le pain. Vin répandu est le plus grand malheur. Sermon d’un curé. Démocrite qui trouve la vérité dans un puits.

### Proposition
Socrate fut chargé de l’emploi de maître des cérémonies. On y vit arriver Alexandre, revenu de chez les gymnosophistes, Aphtonius, Bodin, Pythagore, Démosthènes, Aristote, Rabelais ; Cusa et Jean Hus se placent. Digression plaisante sur la future destinée de ce livre. L’archidiacre grand gourmand. Moine circonspect au pied de la potence.

### Couplet
Le repas commence. À propos de repas, savante et profonde dissertation sur les pets, et histoire des pets musqués de la belle lmperia avec le gentilhomme de Lierno.  Naissance de Ia Couronne-impériale. De Lierno couche avec la belle courtisane. Naissance des orties.

### Sermon
L’histoire de la belle Marciole, qui ramasse, toute nue, les cerises qu’elle avait apportées au sieur de la Roche. Les plaisirs indiscrètement prisés des regardants, et la somme que la belle emporta, Marciole ramassant les cerises. Prudence de l’abbesse de Montmartre.

### Coq-à-l’âne
Chacun, rempli de l'histoire de Marciole, raisonne sur son cela, et pour quoi cela est appelé cela. Plaisanterie d’un médecin visitant une fille malade. Médecin examinant une malade.

### Circoncision
L’auteur annonce clairement à ses lecteurs la difficulté de lire ce livre, dont toutes les phrases sont cousues par le hasard : l’exemple du bonhomme Guyon, qui mettoit dans une grande terrine tout pèle-mêle ce qu’en lui donnoit à boire et à manger, est une comparaison sensée de cet ouvrage. Analyse d’une dissertation d’un prieur de Vau-de-Vire sur le mot cela. Homme et femme sont honteux de montrer leur cela, selon la petitesse de l’un ou la grandeur de l’autre. Le dialogue d’Hippolyte et de son amant vis-à-vis sa mère mérite l’attention de ceux qui aiment de la chaleur dans les dialogues. Histoire de M. de la Rose, qui, pour se moquer des notaires, fait passer des pois par-devant eux. Guyon qui mangeait et buvait pèle-mêle. La belle Hippolyte qui se chauffait à la parisienne. Pois passés par-devant notaires.

### Pause dernière
Éloge ambigu des convives, de l’ouvrage, et des lecteurs assez spirituels pour l’ai mer et comprendre. Comparaison de ce volume avec verre et bouteille.

### Vidimus
En continuant l’apologie de ce volume, il l’appelle bréviaire, pour avoir droit de faire un sarcasme contre les propriétaires de bréviaires. Le conte du bréviaire du curé, et du quiproquo de la femme du libraire, n’est qu’une courte parenthèse à cette apologie, qui n’est interrompue que par une furieuse satire contre les ﬁnanciers et gens pressurant le peuple par la levée des impôts. Embarras dans lequel il entre sur le nom qu'on doit dignement imposer à ce livre; en rejetant le mot de clavicule, il fait un conte sur Rabelais qui pré pare une médecine à du Bellay avec une décoction de clefs. il termine cette section par une invective contre les pédants latinistes et les ennuyeux scoliastes. Le bréviaire du cure, quiproquo de la femme d’un libraire. Médecine apéritive de Rabelais.

### Conclusions
Plaisante conversation d’un principal du collège de Genève et d’un ministre: ou y développe un germe de scepticisme sur les deux religions catholique et protestante. il termine son éloge de ce livre par des idées très burlesques et fort analogues au style dont il est écrit. Guérison du ministre malade.

### Corollaire
Bèze est le premier qui forme l’interlocution dans cet ouvrage; il disserte plaisamment sur les gouvernantes de prêtres, qui le premier jour leur disent votre ; le second, notre, et le troisième, mon. Quelques quiproquos précèdent l’histoire du bachelier fouette; elle est commencée, et tout d’un coup interrompue. Bonne foi d'un homme près d’être rompu. Gradations de familiarité des chambrières. La tête de veau de l'avocat du Mans. Le bachelier fouetté et fouettant.

### Dessein
L’interruption ayant toujours lieu, à propos de soutanes et braguettes, plaisanteries vives sur les papistes et les huguenots, sur les buveurs d’eau vigoureux champions en amour, et; sur le terme de faire la pauvreté. Enfin le conte du bachelier, fouetté par la dame Laurence et la fouettant à son tour, reprend son fil ; le trépas de la pauvre dame, et; la frayeur de sa jument, à ce triste spectacle de fouetterie.

### Homélie
Propos de sœur Dronice avec son abbesse, qui la réprimande d’avoir tâté du fruit de vie. Raisonnement intéressant à la république, sur l'encouragement qu’on doit donner à celles qui l’enrichissent par des enfants. Différentes réponses d’enfants sur le cocuage des pères et le putanisme des mères. La nonnain curieuse réprimandée. Réponse naïve d’un enfant à sa mère. Naïveté d'un curé.

### Journal
Continuation des propos sur les femmes, que j’aime mieux qu’on lise que d’en faire l’analyse. Plaisanterie sur l’aventure d’un moine (sans contredit, e’est aventure de paillardise; et toutes les fois que je dirai aventure de moine, cela aura cette signification) et sur l’explication de Thevet tourné en ridicule sur son style et ses bévues. Grotesque serment d’un paysan égrillard, pour détourner la jalousie bien fondée de son voisin sur son compte, vis-a-vis sa femme. Décision sur les femmes en général. Femme prise pour un boiteau de foin. Frère Jérôme le chimiste. Expression reprise. Plaisant serment de Georget.

### Mappemonde
Explication burlesque d’une vérité trop certaine, qu’il faut graisser la main aux gens de justice. Histoire de frère Jérôme, grand alchimiste, dans laquelle on se moque des brûleurs de charbon et des entrepreneurs de fortunes imaginaires; "frère Jérôme, pour fermer la bouche à sa parente anti chimiste, lui dit qu’il cherche la poudre qui le fait faire sept coups. Façon de graisser les mains de son juge."

### Métaphrase
Un coq-à-l’âne fort court, d’un valet qui explique à sa façon mundus caro dæmonia, diffère un moment l’histoire de la pierre à casser les œufs. Secret de faire mourir quelqu’un sans qu’il y paroisse; il ne se peut pratiquer qu’en huitaine qui précède le carême. Naïveté d’un valet. Pierre à casser les œufs.

### Paragraphe
Nouvel éloge du livre, dont le résultat est de donner des leçons aux gouvernants superlatifs, pour n’être jamais dupes dans les repas où ils se trouvent.

### Occasion
Dénost le gourmand sert de modèle dans l’apothéose de la gourmandise. loi, la conversation des convives se brouille; et’, par une cascade inattendue, elle rentre dans les quiproquos. Comment faire dans un terrain couvert de neige, pour que les pas d’une pucelle n’y paraissent point? Conte de la ﬁlle du métayer, qui avait perdu un mouton et qui voulait être tuée pour retourner à la maison. Cornu, le modèle des gourmands. Quiproquo d'une femme. La ﬁlle qui veut mourir.

### Plumitif
Secret infaillible pour savoir si une fille est pucelle, pourvu qu’on ne soit ni manchot ni courte-haleine. Manière fort sensée d’annoncer la fête de la Madelaine. Sermon de la Madelaine.

### Problème
Les évêques ni les Chapitres n’ont beau jeu dans cette section ; les uns sont traités comme pharisiens, qui disent de bonnes choses et en font de mauvaises; les autres, comme assemblées de corps sans âme, de matière sans esprit. Histoire de la ﬁlle reconnaissante qui prend le meilleur, et veut qu’on donne à sa mère le pire : vit-on un meilleur cœur! Sermon sur la charité’. L’achat d'un meilleur outil.

### Enseignement
Histoire du notaire et du beau petit diabolique faucheur; elle est coupée par deux ou trois parenthèses fort plaisantes. Dans l‘une, on y développe bien régulièrement les différentes sortes de bénéﬁces; et ce développement ne peut manquer d’être bon et raisonnable, il est fait par Cicéron. Dans une autre, il y a quelques railleries sur des termes qu’entre gens de religion on se reproche qu’il ne faut jamais prononcer, à moins qu'on ne veuille se voir lapider avec pierres d’églises ou de prêches. Dans la dernière, est une plaisanterie sur un faucheur qui se coupa la tête voulant attraper un poisson avec le bout de la lame de sa faux. Le pré fauché et le petit faucheur. Maladresse d'un faucheur.

### Résultat
Histoire de M. Jacques de La Tour, autre fois prédicateur, et finalement marchand de lanternes, qui, mourant de faim à en débiter, fit une petite fortune à en vendre. Sortie vigoureuse sur les ubiquitaires. Histoire du petit saint homme, qui devint méchant comme un diable, dès qu’il fut moine. Le ministre marchand de lanternes. La novice méchant comme un diable.

### Livre de raison
De naïves et simples réponses sont le sujet de cette section, qui est terminée par l’illustre et fameux conte de Robin mon oncle. sarcasmes contre la vénalité des bénéﬁces et la simonie. stupidité d’un écolier. Le père de Melchisedech. Évêque généreuse comme de raison. Conte de Robin mon oncle.

### Parabole
Pour autoriser son propos sur la simonie, il raconte plaisamment la ﬁnesse d’un jeune bachelier qui voulait avoir un bénéﬁce de messire Imbert. Généalogie très suivie de Melchisedech, quoi qu’on dise le texte sacré, qu’on ne connaît ni son père ni sa mère.

### Fen.
Singulière explication du premier vers des distiques de Catou, sur les carmes. Sœur Jeanne explique fort énergiquement la valeur du mot coquebin. Plaisant remède d’une paysanne pour son pataud de mari. - chapelain châtré d'une Anglaise. Valet qui n’est pas coquebin.

### Chapitre général
Messire Gilles, après avoir passé par l’étamine hypercritique de Scaliger sur son nom et l’origine de son nom, raconte l'histoire du diable châtré. Sentiments de religion bien placés, sur le chagrin qu’on doit avoir que saint Michel n’ait pas tué le diable, quand il avait si beau jeu, puis qu’il était armé comme quatre mille, et que le diable était tout nu. Le diable Châtré. Nom de sculpteur tronqué plaisamment.

### Rencontre
Naïveté d’une ﬁlle de chambre, qui ne cède en rien à la simplicité d’un prédicateur. Messire Guillaume le Vermeil veut parler à son tour; mais il est représenté comme un homme ivre et qui bégaie. Diogène, dans ce repas, est aussi cynique contre nos porte-chasubles, qu’il l'était dans les rues d’Athènes, tapissé des douves de son tonneau. Naïveté d’une ﬁlle de chambre. Sermon expressif fait à des Jacobins. Conte de la reine des pois pilés.

### Cause
C’est ici la scène des souhaits; chacun en fait à double entente, plus plaisants les uns que les autres. Conte de Martine et de sa ﬂûte, pour faire opposition à Bobin et ses ﬂûtes. Satire contre les moines à besace. Plaisant testament d’un Toulousain, en faveur de sa femme, qu’il laissa fort bien pourvue, en ne lui ajoutant rien à ce qu’elle avait auparavant. Sortie contre ces Agnès d’apparence, qui donnent leurs faveurs à des rustres. Conte des pelotons et de l’honneur cousu et recousu. Martine qui promet une ﬂûte à son mignon. Amphibologie dans le sermon d'un curé. Le testament en faveur d’une femme. Conte des pelotons et de l’honneur cousu. Madeleine la bien fêtée.'

### Minute
Ici, le banquet reprend vigueur; on boit et on mange en toute sûreté. Histoire du farfadet de Poissy. Explication (les termes de petit exercice, de dispense, et de purgatoire.) Sergent tombé, plaisamment moqué. Question, dont le premier vers de Despautère est la réponse. Dissertation sur le vin, les buveurs et sur l’ivresse. Jaquette du Mas trouve bien heureusement le nom de son ﬁls. Amyot, accusé de vérole. Satire contre l’inquisition d’Espagne. Conte du farfadet de Poing. Chute d'un sergent. Nouvelle d’un paysan d'Orléans. Sermon d'un ministre de Strasbourg. Prudence d'une servante. Nom donné à un enfant par un sermon. Conte sur Amyot et sa vérole. Bon avis d'un fils à sa mère.

### Remontrance
Érasme raconte aux convives l’histoire de don Rodrigue das Yervas. La soupe de Glougourde le fait canoniser à Rennes : c’est une parenthèse au conte de don Rodrigue. Mot à double sens sur l’indifférence d’Érasme pour l’évangile. Sentiments sur les poésies d’Æneas Silvius et de Bèze. Munster, moqué d’avoir voulu être l‘apologiste de Thevet. Bonne raison de l’amour des femmes pour les moines.Cette section est terminée par quelques propos de niaiserie paysanne. Conte de la soupe de saint Glougourde. Mère d’Erasme, qui oublia son pater. Naïveté d'un berger. Histoire de don Rodrigue das Yervas. Balourdise d’une paysanne.

### Généalogie
invective contre les mœurs et la fourberie des gens du siècle. Scot et Uldric se disent dépouillés; Madame veut les raccommoder. Plaisante façon de faire une déclaration d‘amour. Chanoine qui veut le bien d'autrui.

### Notice
Les convives se plaignent qu’on ne vient pas au but qu’ils s’étoient proposé. Tout d’un coup, Paracelse commence une belle dissertation sur la première matière, dissertation claire comme un étang bourbeux, ou comme la bouteille à l’encre.

### Parlements
Il continue sa dissertation, et se jette un peu sur la friperie des parvenus, et sur la façon de parvenir dans ce monde de désordre et de dissolution. Plaisant pari d’un domestique.

### Verset
L’histoire de Quenault et de sa serpe est coupée de diverses instructions très-profitables. On y voit la différence d’une femme de par Dieu, d’avec une femme de par le diable. Sermon du curé de Busançois, divisé en trois points. Le conte de Quenault et de Thibault. Sermon en trois points du curé de Busançois.

### Jamais
Devoir des prélats, prescrit sous le voile de la plaisanterie : castigat ridendo mores. Conte sur le proverbe : n'avoir ni rime ni raison. Cette section est remplie de facétieuses aventures sans rime ni raison. La cruche de malvoisie prise pour un lézard, par des femmes ivres de vin. Bible hébraïque prise pour un livre de magicien par un prêtre, etc. Conte du ministre qui avoit rime et raison. Conte de la malvoisie.

### Éditions de référence duMoyen de parvenir
- François Béroalde de Verville, Le Moyen de parvenir, P. L. Jacob, bibliophile, Josselin, 1841.
- François Béroalde de Verville, Le Moyen de parvenir : œuvre contenant la raison de tout ce qui a esté, est et sera, P., Ch., (éd)., préface de Bernard de La Monnoye, Paris, Garnier Frères, 1879.
- François Béroalde de Verville, Le Moyen de parvenir, "édition collationnée sur les textes originaux", Paris, Delarue libraire-éditeur, circa 1880.
- François Béroalde de Verville, Le Moyen de parvenir, Charles Royer (éd.), Alphonse Lemerre, 1896, 2. vol., et Genève, Slatkine Reprints, 1970.
- François Béroalde de Verville, Le Moyen de parvenir, fac-similé de l'édition qui se trouve à la Bibliothèque de Marseille, André Tournon et Hélène Moreau (éd.), Publication Université de Provence, 1984.
- François Béroalde de Verville, Le Moyen de parvenir, Georges Bourgueil (éd.), Albi, Éditions Passage du Nord/Ouest, 2002.
- François Béroalde de Verville, Le Moyen de parvenir, Hélène Moreau et André Tournon (éd.), Paris, Honoré Champion, 2004.
- François Béroalde de Verville, Le Moyen de parvenir (1616), Michel Jeanneret et Michel Renaud (éd.), Paris, Gallimard, coll. « Folio Classique », 2006.

### Ouvrages critiques
- Michel Jeanneret, Des mets et des mots : banquets et propos de table à la Renaissance, Paris, José Corti, 1987.
- Janis Pallister, The World view of Béroalde de Verville: expressed through satirical baroque style in "le moyen de parvenir", Paris, Vrin, coll. « De Pétrarque à Descartes », 1971.
- Michel Renaud, Pour une lecture du "Moyen de parvenir" de Béroalde de Verville, Paris, Honoré Champion, coll. « Études et essais sur la Renaissance », 1997 (2e édition revue).
- Ilana Zinguer, Structures narratives du "Moyen de parvenir" de Béroalde de Verville, Paris, Nizet, 1979.

### Articles
- Lazare Sainéan, « Le Moyen de parvenir, ses deux auteurs, et l'origine de l'humour », in Problèmes littéraires du XVIe siècle, Paris, De Boccard, 1927, p. 99-250.
- Verdun-Louis Saulnier, « Étude sur Béroalde de Verville. Introduction à la lecture du Moyen de Parvenir », in Bibliothèque d'Humanisme et Renaissance, V, 1944, p. 209-326.
- André Tournon, « La composition facétieuse du Moyen de parvenir », version abrégée publiée dans RHR, VII, mai 1978 : « Facétie et littérature facétieuse à l'époque de la Renaissance », in Actes du colloque de Goutelas, 29 septembre-11 octobre 1977.
- Ilana Zinguer, « Typologie des chapitres du Moyen de parvenir », RHR, X, décembre 1979.